# قطران (تبغ)

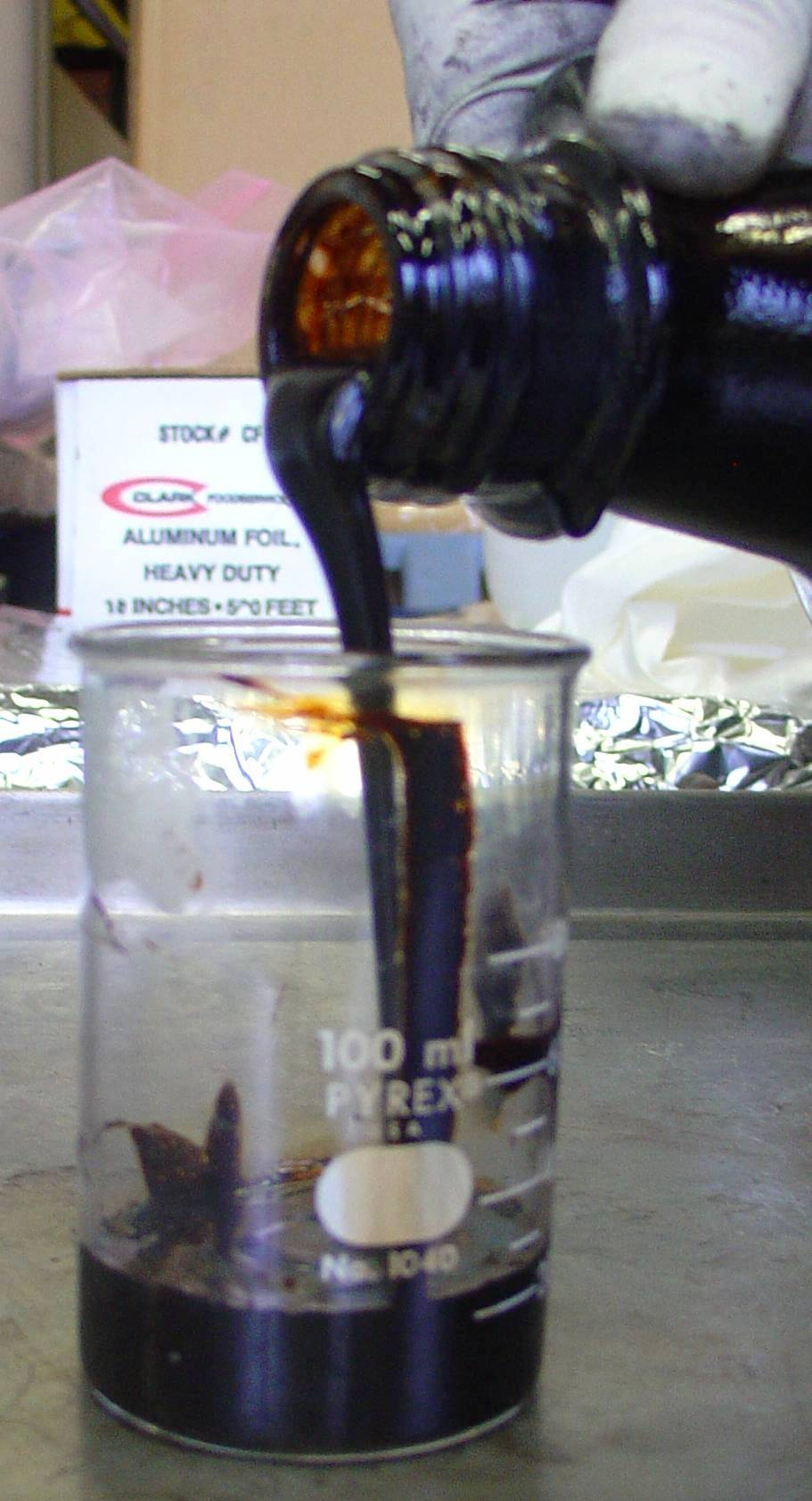

القطران هو الاسم الشائع للمواد الجسيمانية التي تسمى الراتنجات التي يتم حرقها جزئيًا عند حرق التبغ والمواد النباتية الأخرى أثناء التدخين. تشكل هذه المادة بقايا بنية أو صفراء.  وهي ليست مثل القطران المستخدم على أسطح الطرق. القطران سام ويضر برئتي المدخن بمرور الوقت من خلال عمليات كيميائية حيوية وميكانيكية مختلفة. يتسبب القطران أيضًا في إتلاف الفم عن طريق تعفن واسوداد الأسنان، وإتلاف اللثة، وإزالة حساسية براعم التذوق.  يشمل القطران غالبية العوامل المسببة للطفرات والمسببة للسرطان في دخان التبغ. الهيدروكربونات العطرية متعددة الحلقات (PAH)، على سبيل المثال، سامة جينية عن طريق الإيبوكسدة.
يُعرف التبغ بثلاثة أخطار رئيسية: النيكوتين والقطران وأحادي أكسيد الكربون. النيكوتين هو مادة كيميائية تسبب الإدمان ولكن القطران هو المسؤول عن أكبر المخاطر الصحية، بما في ذلك العديد من أنواع السرطان. عندما يتم استنشاق دخان التبغ، يمكن أن يشكل القطران طبقة لزجة داخل الرئتين. يؤدي ذلك إلى إتلاف الرئتين وقد يؤدي إلى الإصابة بسرطان الرئة أو انفاخ الرئة أو مشاكل أخرى في الرئة.  قد تنتج السجائر ومنتجات التبغ كميات مختلفة من القطران، اعتمادًا على كيف تم صنعها.  يسبب استنشاق دخان التبغ أيضًا أنواعًا أخرى من السرطان، بما في ذلك سرطانات الفم والحلق. عندما يصل القطران إلى الرئتين، يُغطي الأهداب مما يجعلهم يتوقفون عن العمل ويموتون في نهاية المطاف، وهذا يتسبب في حالات مرضية خطيرة مثل سرطان الرئة حيث أن الجسيمات السامة في دخان التبغ لم تعد محاصرة بالأهداب ويمكنها الدخول إلى الحويصلات الهوائية مباشرة. وبالتالي، لا يمكن للحويصلات الهوائية أن تمر بعملية تسمى «تبادل الغازات» مما يعيق عملية التنفس.
يُنتج القنب عند حرقه أيضًا بقايا بيولوجية تشبه إلى حد كبير «القطران» الناتج عن دخان التبغ.

## الآثار الصحية الطويلة الأمد

### سرطان الرئة
يعتبر سرطان الرئة من أشهر الأمراض التي يسببها التدخين. هناك العديد من المواد المسرطنة الموجودة عادة في القطران وتشمل البنزين والأكريلاميد والأكريلونيتريل. هذه المركبات تسبب طفرات في الحمض النووي للخلايا، مما يؤدي إلى نشوء السرطان. وفقًا لتقرير منظمة الصحة العالمية، «دخان التبغ والتدخين اللاإرادي»، يُعزى 80% - 90% من جميع حالات الوفاة الناجمة عن سرطان الرئة إلى التدخين.
يتراكم القطران الموجود في دخان السجائر داخل الرئتين أثناء استنشاقه. بمرور الوقت، تتحول الرئة الوردية الصحية إلى اللون الرمادي وتصبح في النهاية سوداء مع تراكم المزيد من القطران. التأثير الأساسي هو أن القطران يشل ويمكن أن يقتل الأهداب في الرئتين في نهاية المطاف. الأهداب هي هياكل صغيرة تشبه الشعر تُبطن القصبة الهوائية، فهي تساعد في حبس الملوثات، ولكن عندما تتضرر، يمكن أن تنتقل السموم الموجودة في القطران إلى عمق الرئتين. يتم إطلاق بعض هذه السموم عند الزفير أو السعال للخارج، ولكن بعضها يستقر ويبقى في الرئتين.
القطران لا يؤثر فقط على الرئة، بل يمكن أن تنتقل هذه السموم إلى مجرى الدم ومن ثم إلى أجزاء أخرى من الجسم.  يمكن أن تؤثر على كل عضو في الجسم وما بعد السرطان، ويمكن أن تؤدي إلى أمراض القلب والسكري وحتى قد تؤثر على الخصوبة في بعض الحالات.